# Pierluigi Spadolini
Pierluigi Spadolini (Firenze, 5 aprile 1922 – Firenze, 8 giugno 2000) è stato un architetto e designer italiano.
Era fratello maggiore del più noto uomo politico, più volte Ministro della Repubblica e capo del governo negli anni 1981 e 1982, Giovanni Spadolini, e figlio del pittore Guido.

## Biografia
Nel 1962 entrò a far parte del corpo docente dell'ISIA di Firenze diretto da Angelo Maria Landi.
Tra le sue opere più note si può citare la Sede de La Nazione (1961-1965), il palazzo dei Congressi di Firenze (1974), il Padiglione Spadolini nella Fortezza da Basso (1974-1976) - che da lui prende il nome - e il Palazzo di giustizia di Torino (1994-1998).

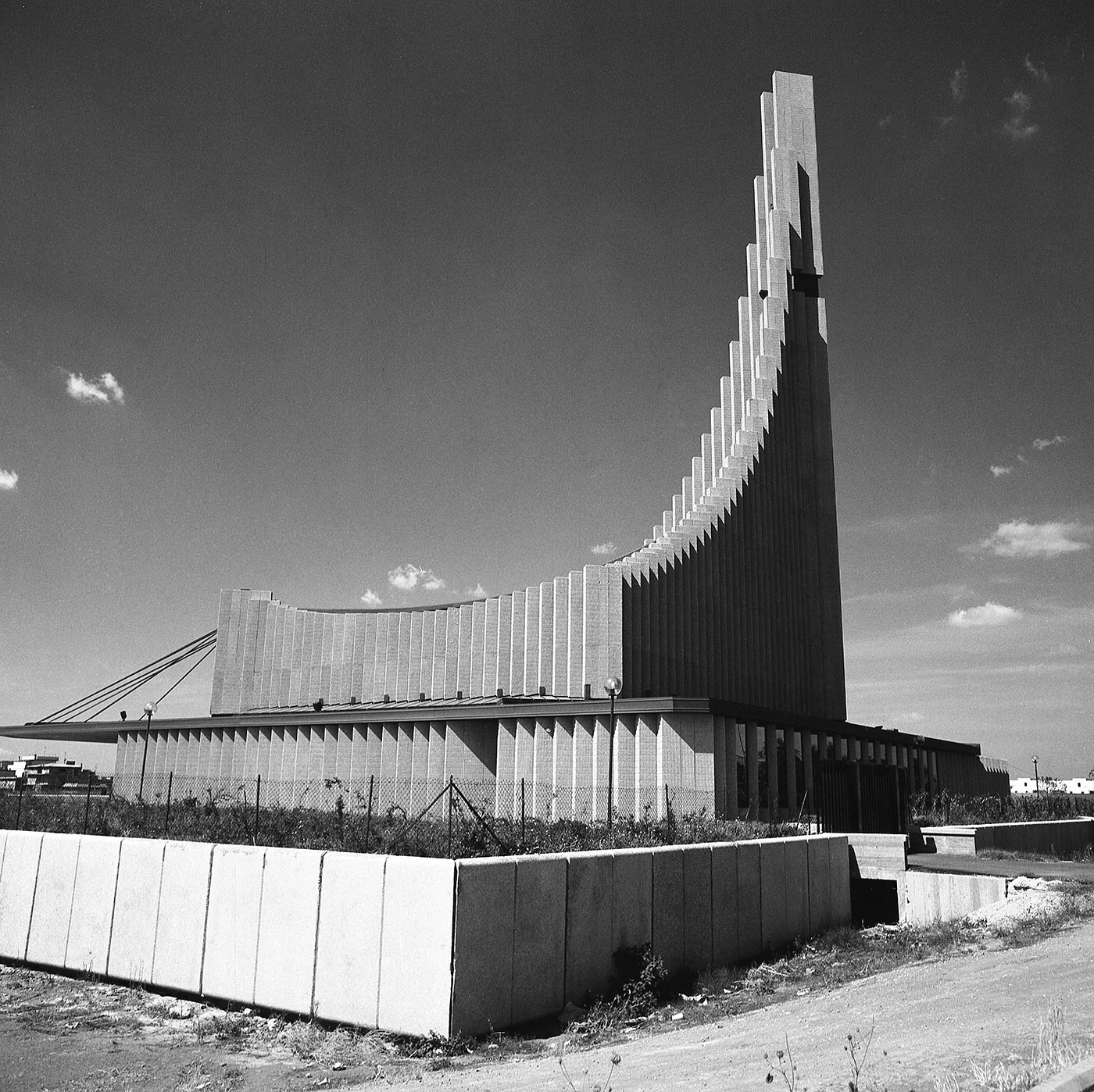
La chiesa di Santa Maria del Redentore a Tor Bella Monaca (1988)

Suo è anche il progetto della chiesa di Santa Maria Madre del Redentore, situata a Roma nel quartiere popolare di Tor Bella Monaca e della chiesa di San Carlo Borromeo situata al Centro Direzionale di Napoli e l'edificio in gran parte ipogeo che ha ospitato la S.M.A. presso la vicina Villa Strozzi di San Martino a Soffiano, Firenze.
Fu uno dei maggiori esperti nel campo della produzione edilizia industrializzata, della progettazione per moduli e della costruzione con pannelli in architettura.  Nell'applicare i suoi principi ha tentato di conseguire una integrazione tra il momento della progettazione e quello della produzione.
Espressione concreta di queste sue teorie fu il prototipo del nuovo ufficio postale, disegnato su commissione del Ministero delle poste e delle telecomunicazioni per sopperire alla cronica carenza di attrezzature postali: un edificio modulare, prodotto in serie e realizzabile ovunque con poche spese, indipendentemente dal contesto edilizio e ambientale in cui doveva essere inserito.
Spadolini fu anche un importante designer sulla scena internazionale, soprattutto nel campo delle costruzioni navali (yacht).

## Opere di Pierluigi Spadolini
Design e tecnologia. Un approccio progettuale all'edilizia industrializzata,a cura di Pierluigi Spadolini, Ediz Luigi Parma, Bologna 1974